# Павильон

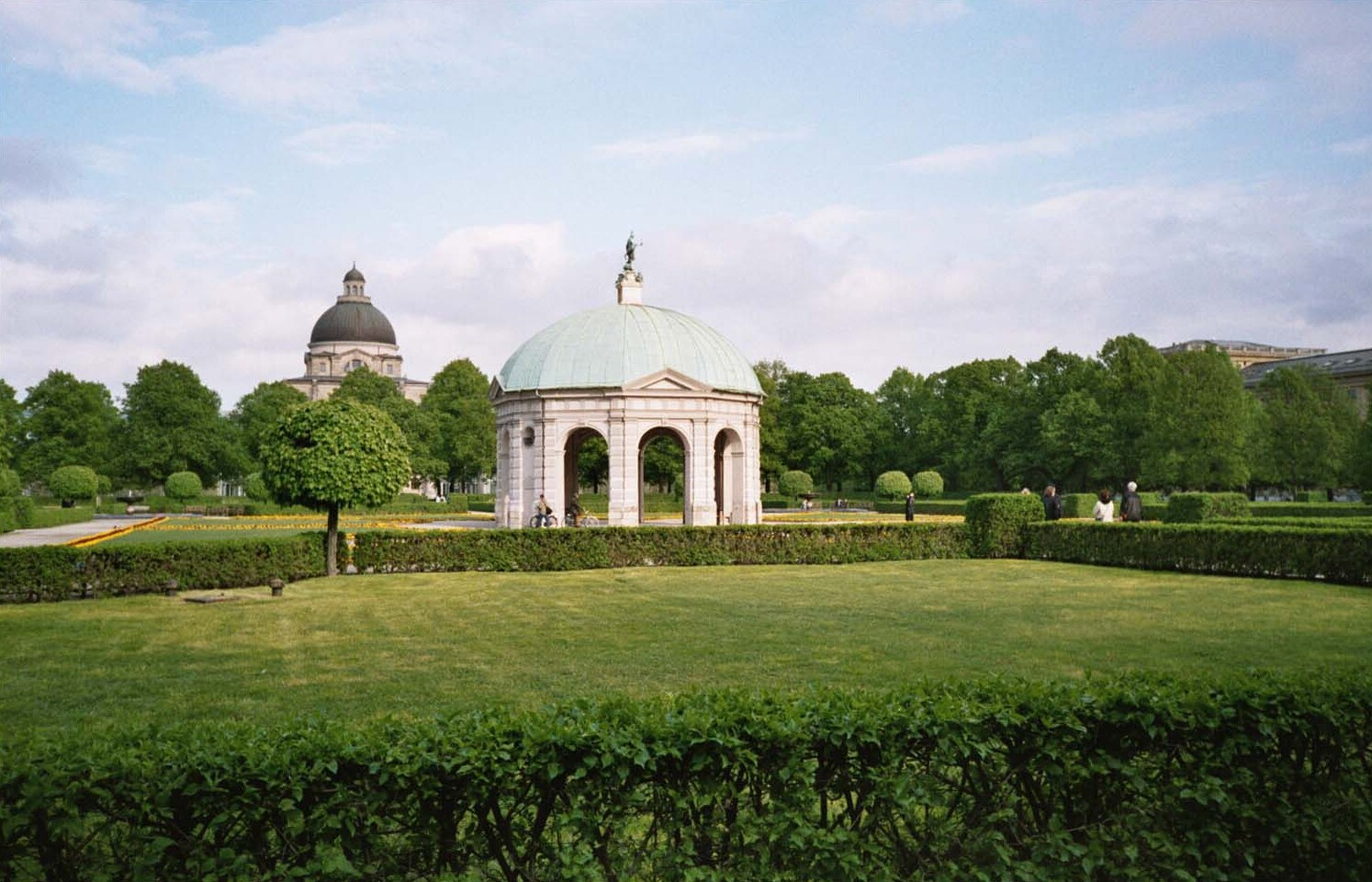
Отдельно стоящий садовый павильон в саду Хофгантен в Мюнхене, Германия

Павильон (фр. pavillon — шатёр) — в основном, небольшая изолированная постройка. В отличие от флигеля — красиво оформленной постройки хозяйственного или жилого назначения, — павильон предназначен для отдыха, развлечения; в отличие от беседки, он закрыт со всех сторон от атмосферных воздействий. Павильоны являлись неотъемлемой частью усадебных комплексов в Европе, а начиная со времён Петра I — и в России.

## Типы павильонов
Предназначение и внешний вид павильонов были весьма разнообразны, однако, можно выделить несколько устойчивых типов павильонов.
- Павильон «Эрмитаж» (от фр. hermitage — место уединения). Такие павильоны сохранились в Петергофе (построен по приказу Петра I) и в Кускове.

В 1760-х годах для Екатерины II при Зимнем дворце также возводят «Эрмитаж» — ныне Северный павильон Малого Эрмитажа. Именно здесь берёт начало музей Эрмитаж, состоящий теперь из нескольких куда более крупных дворцовых построек.
- Павильон «Оранжерея» представлял собой оранжерею. Часть растений находилась в здании круглый год, другие летом в кадках выносились в парк и расставлялись по аллеям, а зимой убирались обратно в павильон. Большинство растений были чисто декоративными, но иногда в оранжереях выращивались и экзотические фрукты (в России особой популярностью пользовались ананасы; они упомянуты даже в «Евгении Онегине»:

И Страсбурга пирог нетленный

Меж сыром лимбургским живым

И ананасом золотым

(первая глава, строфа 16))
В оранжереях могли быть развешаны клетки с певчими и экзотическими птицами. Снаружи оранжереи обычно украшались колоннами, лепниной и другими архитектурными деталями.
Сохранилось довольно много оранжерей, например во всё том же Кускове, в Петергофе.
- Павильон «Хижина отшельника» — скромное по размерам сооружение с аскетическим интерьером, расположенное обычно на окраине парка.
- Павильон, в стилизованном виде воспроизводивший внешний вид и интерьер построек, характерных для разных народов мира. Такое сооружение предназначалось только для развлечения хозяина и гостей. В Кускове сохранилось три таких павильона — Голландский, Итальянский и Швейцарский домики; в Вороново (Московская область) — Голландский домик.

Имелось и множество других разновидностей павильонов — «Гроты», «Вольеры» (например Вольер (Петергоф)), Чайные домики и так далее.
Ныне такие павильоны почти не строятся.
- Мобильные павильоны

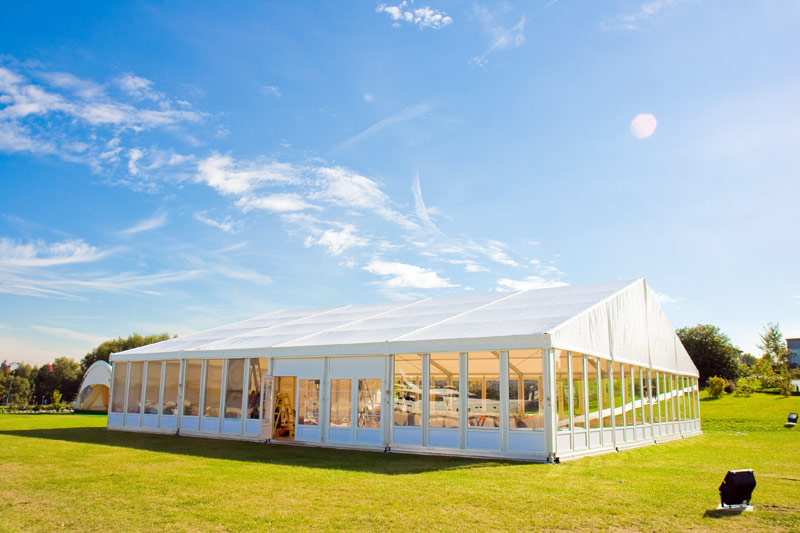
Пример мобильного павильона

Эти павильоны современны, удобны и функциональны.
В зависимости от специфики проводимого мероприятия павильон может использоваться как торжественный зал для свадебных банкетов или фуршетов или как художественная галерея. Помещение павильона свободно трансформируется в зал для бизнес-презентаций или корпоративных мероприятий, престижный конференц-зал, в просторную выставочную или торгово-ярмарочную площадку, в зал для спортивных состязаний и камерных концертов, частных вечеринок, юбилеев и праздников.
Существует несколько видов мобильных павильонов (мобильные тентовые павильоны, быстросборные конструкции, шатры).

## Примеры павильонов
Среди известных российских усадеб, в которых сохранились интересные с архитектурной точки зрения павильоны, можно отметить
- Павловск
- Царское село
- Гатчину (например, Павильон Орла, который функционально не является павильоном, так как не имеет крыши и стен, и первоначально назывался Темпль, т.е. храм)
- Петергоф
- Ораниенбаум
- Кусково
- Кузьминки
- Нескучный сад (Нескучное)
- Архангельское

и многие другие.

## Другие значения

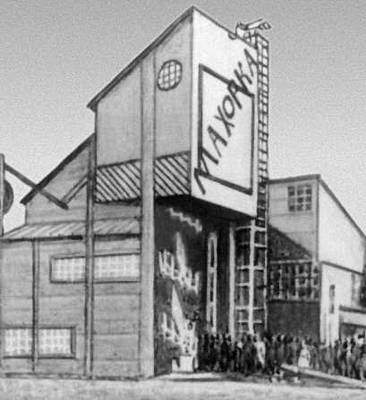
Павильон «Махорка» на Всероссийской сельскохозяйственной и кустарно-промышленной выставке

Павильоном может называться и отдельный корпус здания, примыкающий к основному зданию сбоку либо занимающий его центр. Такое понимание термина пришло из Франции, где павильонами называли, в частности, крылья дворца Тюильри.
Павильонами также назывались временные сооружения, возводившиеся на ярмарках и на время праздничных гуляний. Такие, обычно деревянные, павильоны были, всё-таки, прочнее, чем шатры и могли быть куда более нарядно украшены. Позже это понимание термина перешло и на постоянные корпуса советских сельскохозяйственных выставок (например ВВЦ, павильон «Махорка»).
Кроме таких типов павильонов, предназначенных не в последнюю очередь для демонстрации вкуса и богатства, сейчас термином «павильон» именуют также:
- отдельно стоящие, небольшие здания магазинов и т. п., а также отсеки разных фирм и владельцев в торговых центрах (торговые павильоны);
- строения на спортивных площадках, обустроенные помещениями для смены одежды и хранения спортивного инвентаря, душевыми и т. д.

Слово «павильон» используется также для обозначения палатки, летнего жилья, танцевального зала, площадки для выступления оркестра.
Съёмочный павильон
В кинематографе павильоном называется специально приспособленное помещение, предназначенное для проведения киносъёмки; аналогичное значение это понятие имеет на телевидении.
Съёмочные павильоны представляют собой сложное специализированное сооружение, специально проектируемое для рационального размещения оборудования, декораций и осветительных приспособлений.
Первый павильон для киносъёмки под названием «Чёрная Мария» был построен Томасом Эдисоном в 1892 году.
Съёмочные павильоны существуют также для проведения фотосъёмок. На заре фотографии, когда электрическое освещение было редкостью, такие павильоны строились со специальной стеклянной крышей, наклон которой подбирался таким образом, чтобы наилучшим образом использовать свет северной части небосвода, избегая попадания прямых солнечных лучей. Так же были устроены первые киносъёмочные павильоны начала XX века.